# Čtrnáct bodů prezidenta Wilsona

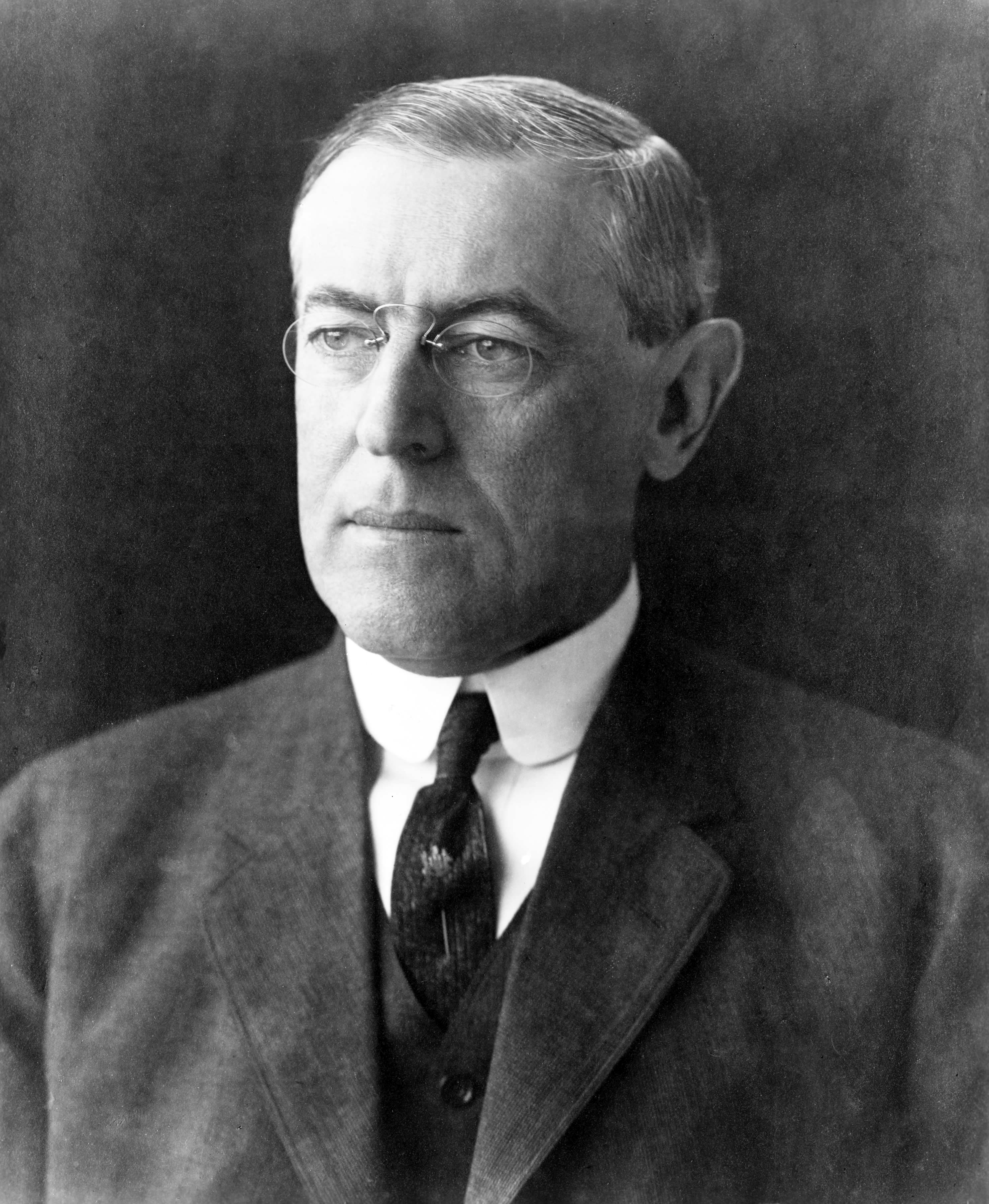
Prezident Woodrow Wilson

Čtrnáct bodů prezidenta Wilsona byl program amerického prezidenta Woodrowa Wilsona vyřčený na zasedání Kongresu 8. ledna 1918. Týkal se mezinárodního uspořádání světa po první světové válce z hlediska postoje Spojených států.

## Čtrnáct bodů
Prezident Wilson jasně formuloval nové zásady vztahů mezi zeměmi a principy světového řádu, které měly nastoupit místo zprofanované politiky tajných smluv a spojenectví v evropské politice.
Body 1.–5. se věnují zásadám poválečné spolupráce, body 6.–13. hovoří o vytvoření poválečného uspořádání světa na základě zásady sebeurčení národů a vzniku etnických státních hranic nezávisle na výsledcích války, poslední bod č. 14 se týká vzniku mezinárodní organizace:
1. Odstranění kabinetní diplomacie. Změna stylu chování států, tajná zákulisní diplomacie měla být nahrazena otevřenou mezinárodní diplomacií s cílem udržovat mír.
2. Svobodná mořeplavba. V mezinárodních vodách měla platit absolutní svobodná plavba a také právo rovného přístupu ke svobodným zdrojům surovin.
3. Odstranění překážek mezinárodního obchodu. Cílem bylo vytvoření svobodného, liberálního obchodního systému ve světě, prostřednictvím odstraňování obchodních překážek.
4. Omezení zbrojení. Všechny státy a národy se měly podílet na procesu odzbrojování.
5. Vyřešení koloniální otázky. Koloniální otázky a problémy se měly řešit nestranně s přihlédnutím k názoru domorodého obyvatelstva
6. Evakuace cizích vojsk z ruského území. Německá vojska měla být stažena z okupovaných území v Rusku.
7. Obnova suverenity Belgie. Mělo dojít k znovuobnovení nezávislé Belgie
8. Navrácení Alsaska-Lotrinska Francii. Francie měla být obnovena v předválečných hranicích a navíc měla opět získat Alsasko-Lotrinsko.
9. Italské hranice podle národnostního principu. Co nejpřesnější vytvoření italských státních hranic na základě etnických hranic.
10. Vytvoření předpokladů pro autonomní vývoj národů Rakousko-Uherska. Národy žijící v Rakousku-Uhersku měly obdržet autonomní status.
11. Ukončení okupace Rumunska, Srbska a Černé Hory a zajištění přístupu Srbska k moři.
12. Nezávislost Turecka, autonomie pro neturecké národnosti Osmanské říše. Turecko mělo také zajistit svobodnou plavbu úžinami Bospor a Dardanely.
13. Zřízení nezávislého Polska s přístupem k moři. Polsko mělo mít přístup k Baltskému moři.
14. Založení Společnosti národů. Tato organizace měla za úkol garantovat dodržování mezinárodního práva, územní nedotknutelnosti a politické nezávislosti každého z členských států. Byl zde uplatněn princip rovnosti všech členů, bez rozdílu mezi malými a velkými státy.

## Realizace
Prezidentu Wilsonovi se nepovedlo prosadit všechny body. Například nebyl realizován režim svobodného obchodu, nebo od jara 1918 bylo cílem mocností Dohody prosazovat pro národy žijící v Rakousko-Uhersku právo na sebeurčení, nikoli pouze autonomii, zatímco převážně německojazyčné Jižní Tyrolsko bylo podle Londýnské dohody z roku 1915, která zajistila vstup Italského království do první světové války na straně Dohody, odtrženo od Rakouska a připojeno k Itálii.
USA nakonec do Společnosti národů nevstoupily poté, co Senát USA odmítl ratifikovat Versailleskou mírovou smlouvu, která zakládala tuto organizaci.